# 박윤선 (배우)
박윤선(1973년 3월 2일 ~ )은 대한민국의 여성 연기자이다.

## 생애
1990년 연극배우 첫 데뷔하였고 이듬해 1991년 KBS 한국방송공사 14기 공채 탤런트로 정식 데뷔하였다.

## 학력
- 경기도 안양영화예술고등학교 연극영화학과 졸업
- 한국방송통신대학교 유아교육학과 학사
- 동국대학교 대학원 연극영화학과 예술학 석사

## 출연작

### 연극
- 1990년 《햄릿》 ... 오필리어 역(단역)

### 텔레비전 드라마
- 1992년 KBS 《내일은 사랑》
- 1993년 KBS 《들국화》
- 1993년 KBS 《청춘극장》
- 1993년 KBS 《연인》
- 1993년 KBS 《일요일은 참으세요》
- 1994년 KBS 《역사의 라이벌》
- 1995년 KBS 《장녹수》 배역: 휘숙옹주
- 1996년 KBS 《용의 눈물》 배역: 정안왕후 김씨
- 1998년 MBC 《추억》
- 2000년 KBS 《태조 왕건》 배역: 대주도금
- 2002년 SBS 《여인천하》 배역: 인순왕후 심씨
- 2003년 EBS 《역사극장》
- 2003년 KBS 《장희빈》 배역: 동평군부인 박씨